# Psicocirurgia
Psicocirurgia é um ramo da neurocirurgia realizada para modular a performance do cérebro e assim afetar mudanças na cognição, com intenção de tratar ou aliviar a severidade das doenças mentais. Inicialmente, pensava-se que ao cortar nervos que forneciam força para ideias conseguir-se-ia o resultado desejado de redução no afeto e emoção que diminuiria criatividade e imaginação, com a ideia de que tais características humanas estão perturbadas.
Historicamente, o procedimento tipicamente considerado psicocirurgia, leucotomia pré-frontal é hoje quase universalmente considerado inapropriado, devido, em parte, à emergência de métodos menos invasivos de tratamento como os medicamentos psiquiátricos e mudanças no procedimento da eletroconvulsoterapia. Na neurocirurgia moderna, técnicas menos invasivas como irradiação com gamma knife e deep brain stimulation apareceram como novas ferramentas de psicocirurgia.

## História
Existe evidência de que trepanação - prática de fazer cavidades no crânio - foi aceitável, se infrequente, em uso desde 5000 A.C. Esta pode ter sido uma tentativa de permitir que o cérebro se expanda em caso de aumento da pressão intracraniana, por exemplo, após traumas cranianos. Entretanto, a psicocirurgia como entendida nos dias de hoje não foi praticada até o início do século XX.
A primeira tentativa sistemática de psicocirurgia humana ocorreu em 1935, quando o neurocirurgião Egas Moniz, em parceria com o cirurgião Almeida Lima na Universidade de Lisboa, realizou uma série de lobotomias pré-frontais - procedimento que secciona a conexão entre o lobo frontal ou córtex pré-frontal e o restante do cérebro.
Moniz e Lima referiram bons resultados, especialmente no tratamento da depressão, embora cerca de 6% dos pacientes não tenham sobrevivido à operação e da ocorrência de efeitos adversos marcantes na personalidade e funcionamento social dos pacientes. Apesar dos riscos, o procedimento foi recebido com algum entusiasmo, notadamente nos Estados Unidos, como um tratamento para condições mentais previamente incuráveis. Moniz recebeu um Prêmio Nobel em medicina em 1949.
Os critérios iniciais para o tratamento eram rígidos - apenas algumas condições como "self torturado" - "tortured self-concern", definidos como tensão emocional intrínseca. Ansiedade crônica severa, depressão com risco de suicídio e transtorno obsessivo compulsivo incapacitante eram as principais desordens tratadas. A lobotomia original era um procedimento imaturo e a prática foi logo desenvolvida em um procedimento mais exato de  cirurgia estereotática, no qual apenas pequenas lesões eram realizadas no cérebro.

### "Ice pick lobotomy" ou lobotomia com picador de gelo
A psicocirurgia foi popularizada nos Estados Unidos quando Walter Freeman inventou a "ice pick lobotomy", um procedimento no qual era literalmente utilizado um picador de gelo e um martelo de borracha ao invés de equipamento cirúrgico para realizar a lobotomia transorbital. Sem qualquer cicatriz visível, a lobotomia com picador de gelo foi tida como um grande avanço em cirurgia e era realizada sob anestesia local ou, quando realizada em hospitais psiquiátricos sem salas de cirurgia, após o uso de eletroconvulsoterapia para deixar o paciente inconsciente. .
No que hoje é considerado um procedimento altamente invasivo, Freeman martelava o picador de gelo dentro do crânio logo acima do conducto lacrimal e movia-o em várias direções. De 1936 aos anos de 1950, Freeman divulgou as lobotomias por todo os Estados Unidos. Ele passou a viajar pelo país em uma van, que nomeou "lobotomobile", demonstrando o procedimento em muitos centros médicos. 
A divulgação de Freeman tornou a lobotomia popular, como uma cura para qualquer doença percebida, incluindo mal-comportamento em crianças. Entre 40.000 a 50.000 pacientes foram lobotomizados. Um estudo de follow-up em lobotomias realizadas na Inglaterra e no País de Gales realizadas entre 1942 e 1954 mostrou que 41% dos pacientes "melhoraram" ou "recuperaram", 28% apresentaram "melhora mínima", 25% não apresentaram qualquer mudança, 4% faleceram e apenas 2% apresentaram piora do quadro.

## Efeitos Neurológicos
O lobo frontal do cérebro controla um grande número de avançados processos cognitivos, assim como o controle motor. O controle motor está localizado na parte traseira do lobo frontal e é usualmente afetado por psicocirurgia. O córtex anterior ou córtex préfrontal está associado com controle de impusos, julgamento de eventos e situações da vida cotidiana, linguagem, memória, função motora, resolução de problemas, comportamento sexual, sociabilidade e espontaneidade. O lobo frontal auxilia em funções como planejamento, coordenação, controle e execução do comportamento sexual.
Desta forma, a eficácia da psicocirurgia esteve sempre relacionada a alterações na personalidade, redução da espontaneidade (incluindo deixar a pessoa mais quieta e diminuição do apetite sexual). Acredita-se que alguns processos relacionados à esquizofrenia ocorrem no lobo frontal, assim explicando algum sucesso do procedimento nestes casos.

## Atualmente
As lobotomias gradualmente perderam sua utilidade com o desenvolvimento de drogas antipsicóticas e passaram a ser realizadas apenas raramente. Existia grande divisão entre os profissionais médicos quanto à eficácia do tratamento e preocupação quanto à natureza irreversível do procedimento e indicações em casos duvidosos (toxicodependência, transtornos sexuais, etc.) A psicocirurgia era realizada apenas em alguns centros e nos anos de 1960 o número de procedimentos estava em declínio. Avanços em psicofarmacologia e terapia comportamental criaram tratamentos menos invasivos e mais efetivos.
Hoje, a psicocirurgia pode ser um tratamento de último recurso para pacientes com transtorno obsessivo-compulsivo e para transtornos alimentares no Chile, Estados Unidos, Suécia e México. A eficácia não é alta; um estudo sobre cingulotomia (que geralmente envolve lesões de 2-3 om no cíngulo, perto do corpo caloso evidenciou melhora em 5 de 18 pacientes.
A psicocirurgia é legalmente praticada e controlada nos Estados Unidos, Finlândia, Suécia, Reino Unido, Espanha, Índia, Bélgica, Holanda e no Brasil, no estado de São Paulo (como último recurso).

## Pessoas famosas que foram lobotomizadas
- Josef Hassid: Violinista polonês prodígio e esquizofrênico, faleceu aos 26 anos de idade
- Rosemary Kennedy: Irmã de John F. Kennedy
- Rose Williams: Irmã de Tennessee Williams.
- Howard Dully: Um dos primeiros pacientes de Walter Freeman, autor de My Lobotomy (2007)

## A lobotomia ou psicocirurgia na ficção
- Frances Farmer: Apesar de Farmer ser a pessoa mais associada pelo público com a lobotomia devido ao procedimento ser mostrado no filme biográfico Frances, arquivos médicos e outros registros mostraram conclusivamente que Farmer nunca passou pelo procedimento.

- Randle Patrick McMurphy, personagem fictício de Ken Kesey em Um Estranho no Ninho, retratado por Jack Nicholson no filme.

- J. Frank Parnell, motorista do Chevy Malibu radioativo no filme Repo Man.

- A Hole in One, filme de 2004 sobre uma jovem que quer uma lobotomia por picador de gelo no auge de sua popularidade.

- Rat Korga, personagem do livro de ficção científca de Samuel R. Delany,  Stars in My Pocket Like Grains of Sand, que voluntariamente opta por psicocirurgia para deixá-lo satisfeito com sua condição de escravo.

- Várias vítimas do assassino em série Gerry Schnauz em um episódio da série Arquivo X nomeado "Unruhe".

- Session 9, filme de terror de 2001 sobre um grupo de homens contratados para remover asbesto em um hospital psiquiátrico.

- Hannibal, livro ou filme no qual Hannibal Lecter realiza uma lobotomia em  Paul Krendler, representado por  Ray Liotta.

- No livro The Bell Jar de Sylvia Plath, a personagem Esther Greenwood conhece uma garota chamada Valerie no asilo, que sofreu uma lobotomia.

- O famoso mascote do Iron Maiden', Eddie, foi lobotomizado no palco durante um dos concertos ao vivo da banda; este concerto foi filmado pela TV alemã, mas o segmento foi cortado, sendo considerado "muito violento". A capa do quarto álbum Piece of Mind (e muitos dos álbuns posteriores) retratam Eddie após a lobotomia.

- No livro Cyteen de C. J. Cherryh, a psicocirurgia envolve drogas que deixam a mente em um estado muito receptivo para pistas visuais e auditivas, que auxiliam o psicocirurgião a reprogramar o indivíduo.